# Université d'Oviedo
L'université d'Oviedo (en espagnol : Universidad de Oviedo) est une université publique située à Oviedo en Espagne. Les campus universitaires sont répartis sur trois sites, Oviedo, Gijón et Mieres. Elle est la seule université de la région autonome des Asturies.

## Présentation
L'Université d'Oviedo a été fondée en 1608, sous le règne du roi Philippe III d'Espagne. L'université doit sa création au testament de l'inquisiteur Fernando de Valdés qui avait, de son vivant, créé un collège d'études latines et une école pour orphelines chez les religieux des Récollets. Elle fut l'une des dix universités espagnoles existantes au cours du XIXe siècle. 
Durant la Guerre d'indépendance espagnole, les troupes françaises napoléoniennes occupèrent les bâtiments de l'université, jusqu'à leurs départs en 1812.
Lors du soulèvement populaire dans les Asturies, en octobre 1934, préfigurant la Guerre d'Espagne, l'université fut détruite pendant ces évènements révolutionnaires. Elle dut être en grande partie reconstruite.
L'université d'Oviedo compte actuellement 27.284 étudiants et 2.154 enseignants.

## Cursus
- Faculté de Droit (1608)
- Faculté de Formation des Maîtres et de l'éducation (1845)
- Faculté de chimie (1848)
- École Polytechnique de Mieres (1855) (campus Mieres)
- Faculté de Commerce, du Tourisme et des sciences sociales de Jovellanos (1866) (campus Gijón)
- École Polytechnique d'Ingénierie de Gijón (1888) (campus Gijón)
- Faculté de Philosophie et Lettres (1892)
- Faculté des sciences économiques et d'affaires (1908)
- Faculté de Géologie (1958)
- École Technique Supérieure d'Ingénieurs des Mines d'Oviedo (École des Mines) (1959)
- Faculté de biologie (1961)
- Faculté de médecine et des sciences de la santé (1968)
- École d'ingénierie informatique (1982)
- Faculté des Sciences (1990)
- École Supérieure de la Marine civile (1990)
- École de psychologie (1991)

## Instituts affiliés
- Institut universitaire de l'entreprise
- Institut de technologie industrielle des Asturies (UITA)
- Institut universitaire d'oncologie (Recherches anticancéreuses)
- Institut Feijoo d'études du XVIIIe siècle
- Institut des ressources naturelles et de l'aménagement du territoire (Indurot)
- Institut de biotechnologie des Asturies (IUBA)
- Institut des sciences de l'éducation
- Institut de chimie organométallique Enrique Moles

## Personnalités liées
- María Concepción Ovín Ania, chimiste espagnole spécialiste de la chimie du solide;
- Lara Alcázar, photographe, militante des droits des femmes et journaliste[1];
- Ana Cano, philologue.

## Galerie

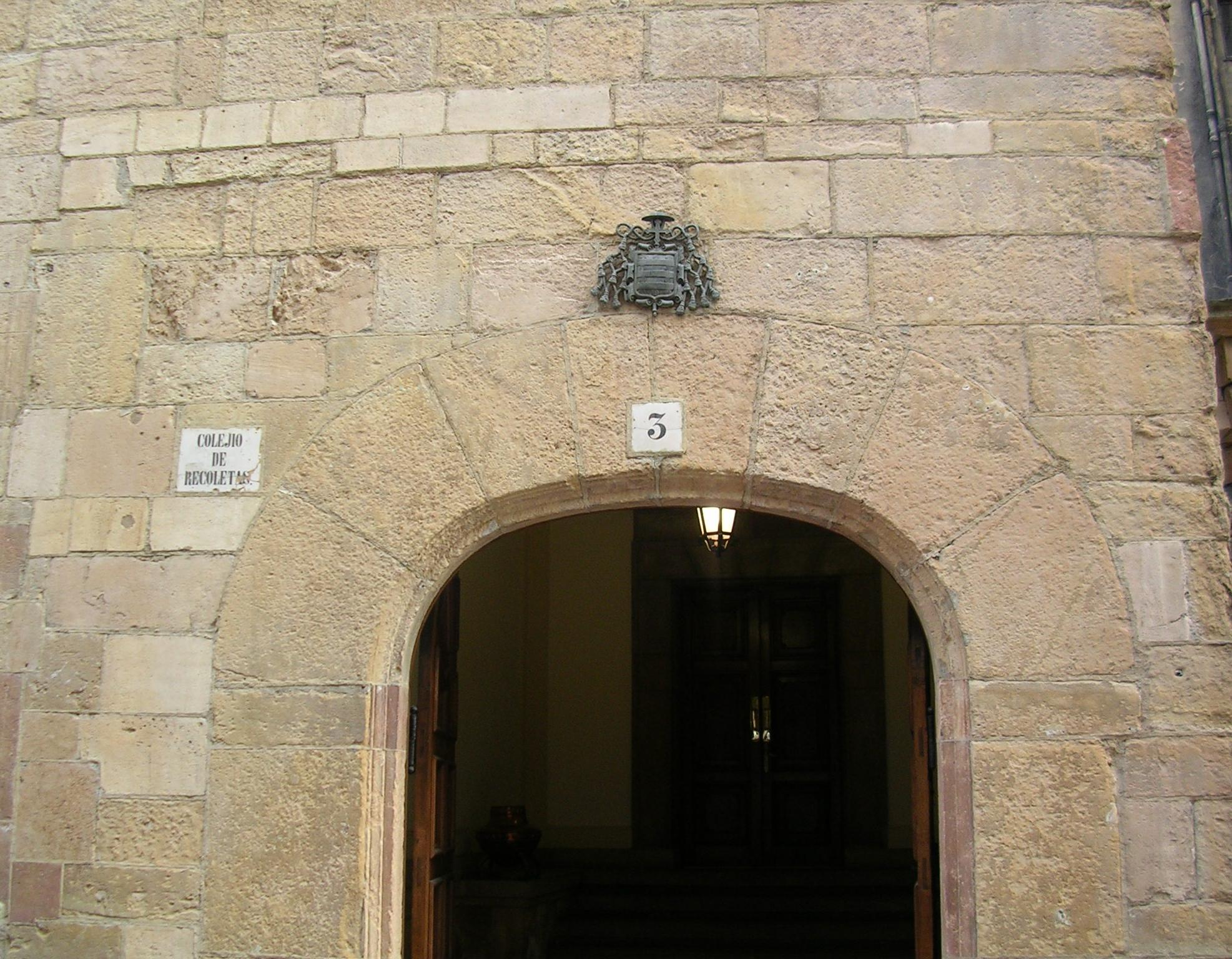
Entrée de l'ancien collège des Récollets.
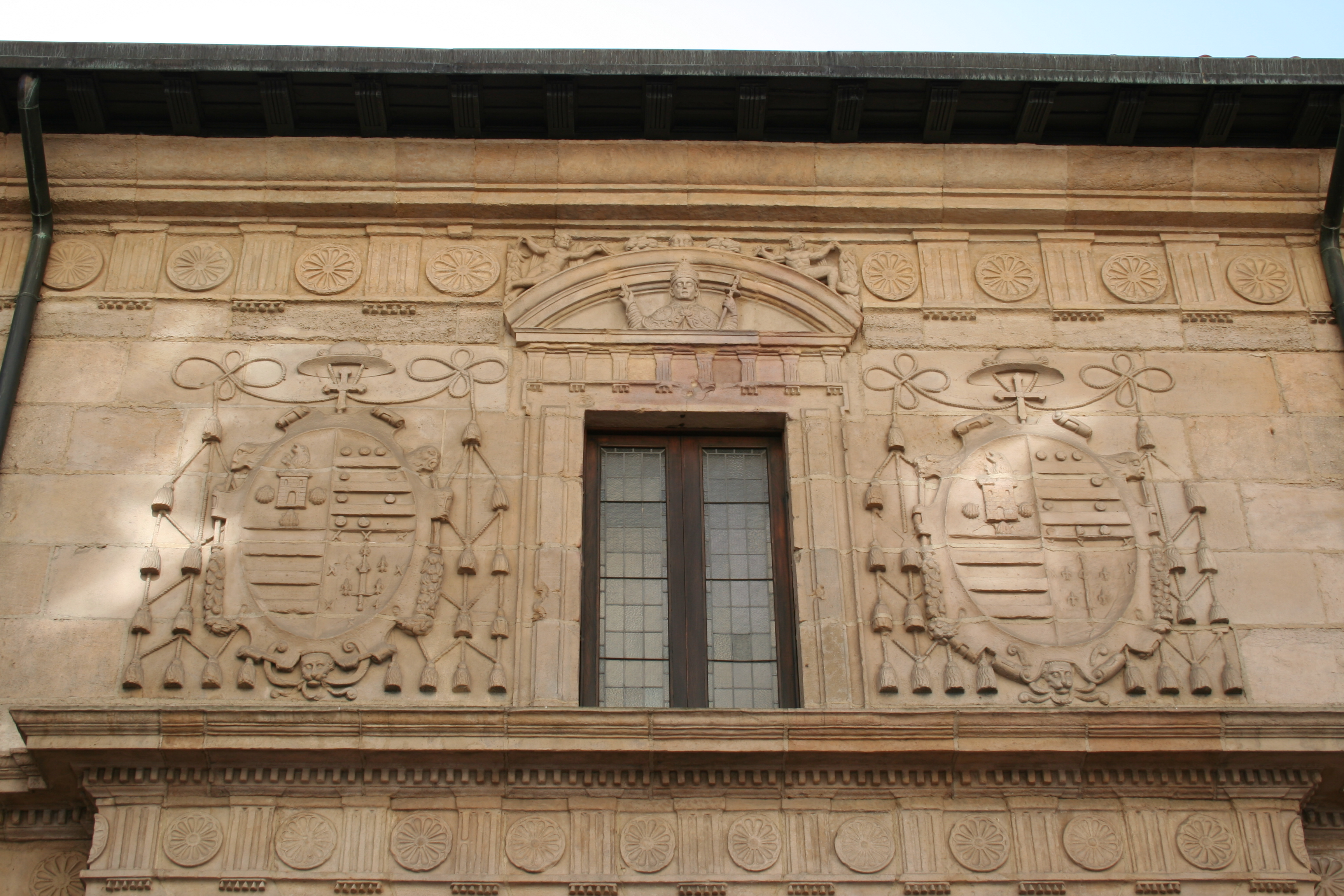
Blasons sur la façade de l'université d'Oviedo.
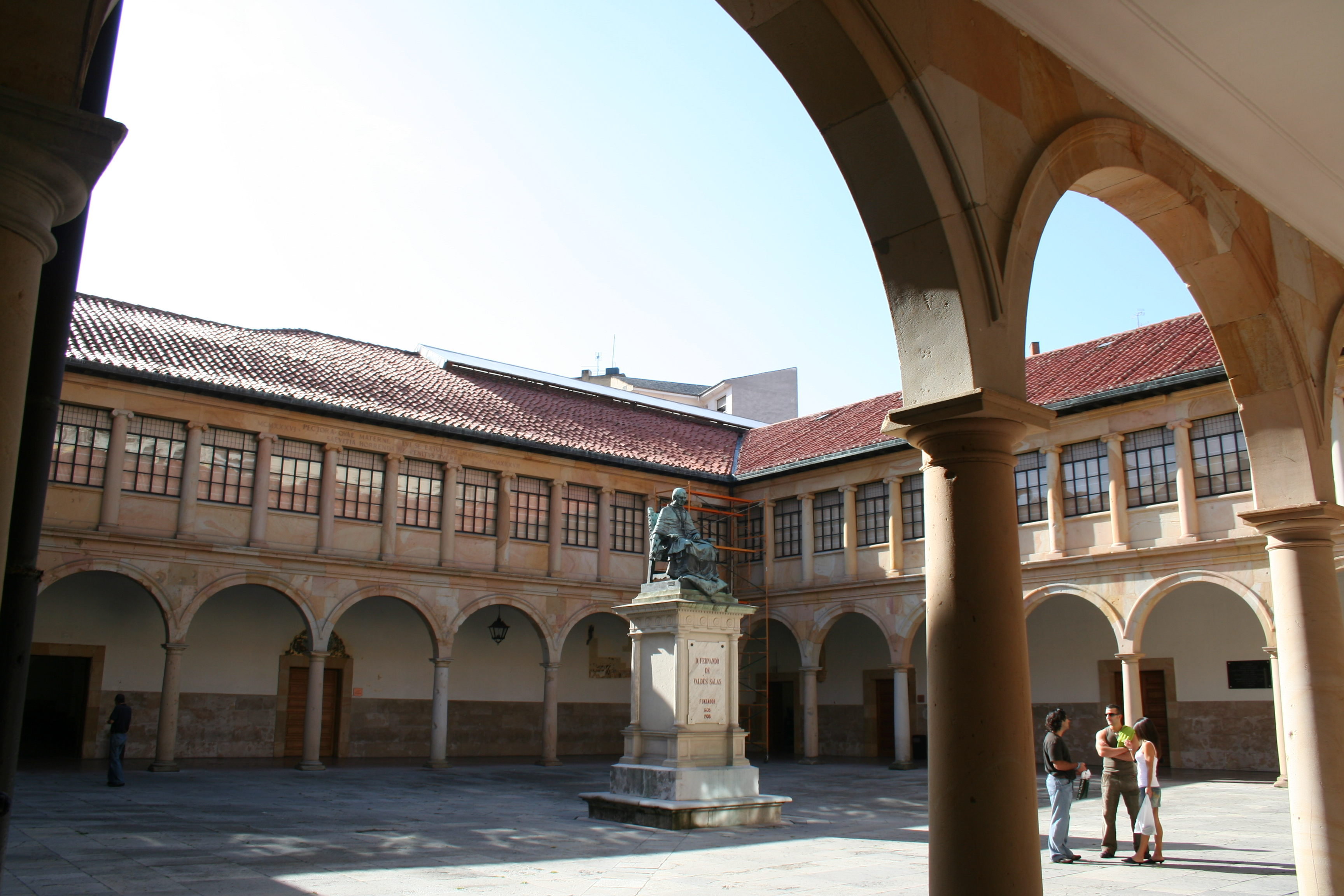
Cloître historique de l'université d'Oviedo.